# 汽車百貨商店
汽車百貨商店主要是提供現有車輛在掛牌上路之後的維修與保養，以使消費者能選擇在不被原廠剝皮的情況之下，到一間可靠的汽車配件百貨商店去選購一些與車輛生活有關的產品與服務。

## 產業現況
- 旭益汽車百貨（SECAR Co., Ltd）成立於1985年，擁有40年的歷史，是中彰投地區最大的連鎖汽車服務團隊，並在當地經營8家直營門市。2021年，旭益成立業界唯一的 旭益育成中心，專注於汽車技術人才的培養，並與大專院校合作。同年，旭益也成立副品牌 旭鋒國際，提供進口車維修服務，專注於 BMW 和 賓士 等車型。
- 日商安托華汽車百貨AUTO BACS
- 日商YELLOW HAT，臺灣地區則是由統一次流通集團與日商共組合資"統一皇帽汽車百貨"。
- 麗車坊汽車百貨，現由中國大陸上海總公司管理。現已改名為"新焦點汽車時尚生活館"。
- 車百匯一站式汽車百貨，由原麗車坊汽車百貨的創辦人另外新開的一家零售店，在2013年3月9日開幕。
- 車麗屋汽車百貨，為一家臺灣本土的汽車百貨店，唯一橫跨台灣海峽的汽車百貨店，據點有臺灣省臺灣本島與福建省金門縣。
- 金弘笙汽車百貨，源於臺中市的汽車百貨專門店。旗艦店於臺中市市政路690號
- 車之輪汽車百貨，源於台南超過40年，在地化經營，目前分布雲林，嘉義，台南，高雄等地。

- 另外，現在加上大型超市賣場與網路購物也愈加入這一領域。例如：大潤發/大買家、PCHOME線上購物、等等。